# Viesly
Viesly és un municipi francès, situat a la regió dels Alts de França, al departament del Nord. L'any 2006 tenia 1.350 habitants. Limita al nord amb Saint-Vaast-en-Cambrésis i Saint-Python, al nord-est amb Solesmes, a l'est amb Briastre, al sud amb Beaumont-en-Cambrésis i Inchy, al sud-oest amb Béthencourt, a l'oest amb Quiévy i al nord-oest amb Saint-Hilaire-lez-Cambrai.

## Demografia
| 2186                                       | 2243 | 2102 | 1844 | 1566 | 1419 | 1 350 |
| 603                                        | 587  | 493  | 520  | 525  | 515  | 479   |
| Des de 1962: població sense dobles comptes |      |      |      |      |      |       |

## Administració
| Període   | Identitat         | Partit |
| --------- | ----------------- | ------ |
| 2001-2008 | Gérard Léger      |        |
| 2008-     | Jacques Ladeuille |        |